# Fiore gemello
Pour plus de détails, voir Fiche technique et Distribution.
Fiore gemello est un film dramatique italien réalisé par Laura Luchetti, sorti en 2018. 

## Synopsis
Anna, une jeune femme sur la piste de trafiquants d'êtres humains qui ont assassiné son père, et Basim, un réfugié de la Côte d'Ivoire qui essaie désespérément d'éviter d'être pris par les agents de l'immigration finissent par tomber amoureux.

## Fiche technique
- Titre : Fiore gemello
- Réalisation : Laura Luchetti
- Scénario : Laura Luchetti
- Production : Giuseppe Gallo
- Musique : Francesco Cerasi
- Photographie :	Ferran Rubio Paredes
- Montage : Paola Freddi
- Dates de sortie :  
  -  Canada : 8 septembre 2018 (TIFF)
  -  Royaume-Uni : 11 octobre 2018 (Festival du film de Londres)
  -  Espagne : 25 avril 2019 (BCN Film Fest (ca))
  -  États-Unis : 23 mai 2019 (Festival international du film de Seattle)
  -  Italie : 6 juin 2019
- Durée : 96 minutes
- Pays : Italie
- Language : Italien

## Distribution
- Anastasyia Bogach : Anna
- Kalill Kone : Basim
- Aniello Arena
- Giorgio Colangeli
- Mauro Addis
- Alessandro Pani
- Fausto Verginelli.

## Production
Tourné en Sardaigne, avec Anastasyia Bogach dans le rôle de Anna et Kalill Kone dans celui de Basim.
Bogach et Kone sont des acteurs amateurs dans leurs tout premiers rôles au cinéma. Selon Luchetti, « j'ai été à la recherche pour les vrais gens dont les émotions n'avaient pas été violés par les techniques d'interprétation ou d'essayer d'obtenir les caractères. Je voulais deux enfants qui ont vécu l'expérience de quitter leur pays, où il y avait une dure réalité, de monter sur le bateau, au péril de leur propre vie juste pour avoir la chance d'avoir un avenir ».

## Distinctions
- 2018 : 
  - Festival international du film de Toronto 2018 : mention honorable de la FIPRESCI, prix Découverte du jury[4].
  - festival du film italien de Villerupt 2018 : Amilcar du jury jeunes[5].